# Pinzano al Tagliamento
Pinzano al Tagliamento é uma comuna italiana da região do Friuli-Venezia Giulia, província de Pordenone, com cerca de 1.607 habitantes. Estende-se por uma área de 21 km², tendo uma densidade populacional de 77 hab/km². Faz fronteira com Castelnovo del Friuli, Clauzetto, Forgaria nel Friuli (UD), Ragogna (UD), San Daniele del Friuli (UD), Sequals, Spilimbergo, Travesio, Vito d'Asio.

## Demografia
| Variação demográfica do município entre 1861 e 2011                               |
|                                                                                   |
| Fonte: Istituto Nazionale di Statistica (ISTAT) - Elaboração gráfica da Wikipedia |